# Metta Fock

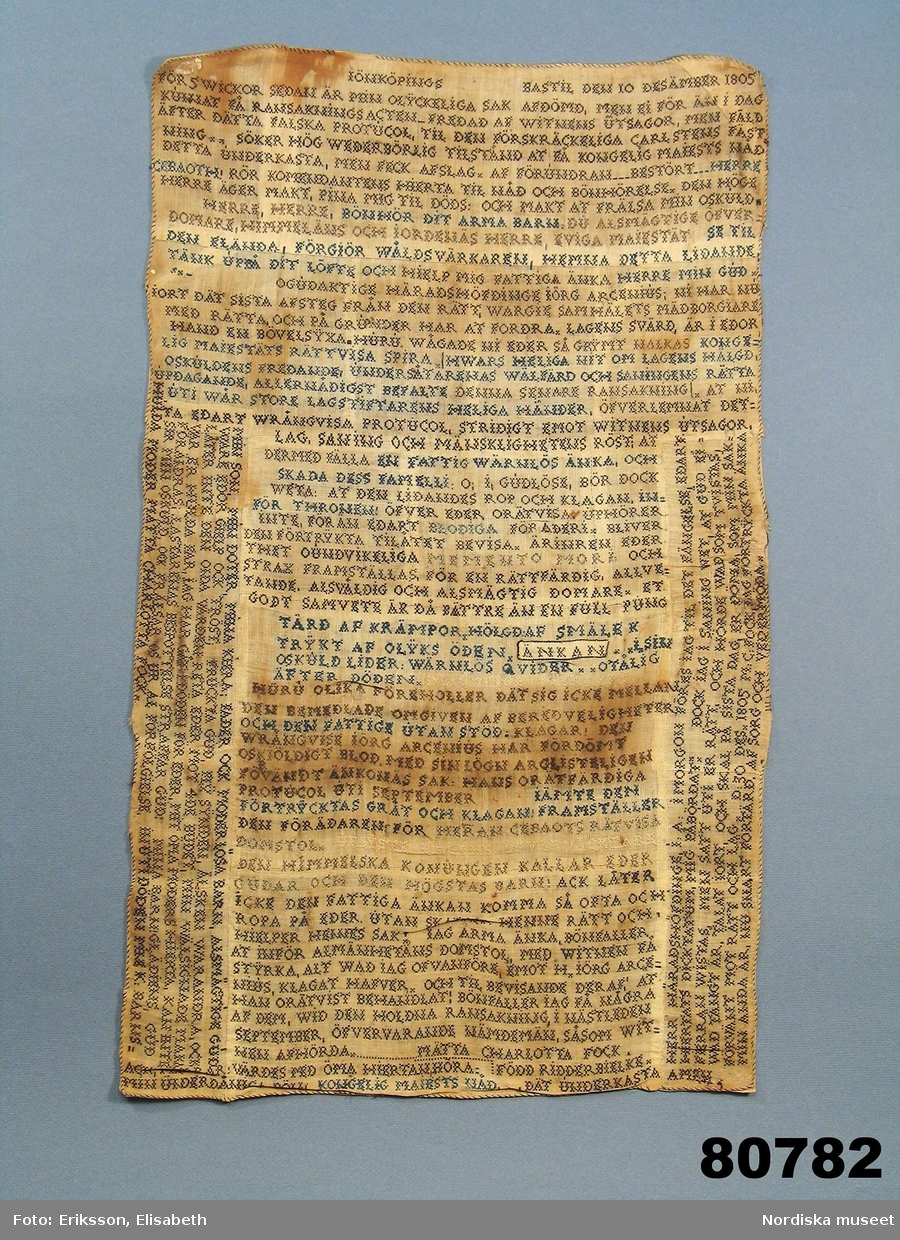
Klagoskriften Metta Fock broderade under tiden hon satt "på bekännelse".

Metta (eller Mätta) Charlotta Fock, född Ridderbjelke, född 10 juni 1765 i Yllestads socken, död 7 november 1810 på Fägredsmon i Västergötland, var en svensk adelsdam som avrättades för mord.

## Biografi
Metta Fock var dotter till kvartermästaren Axel Erik Ridderbjelke och Helena Margareta Gripenmark samt syster till Johan Gustaf Ridderbjelke. Hon gifte sig 1783 med sergeanten Henrik Johan Fock. Paret bodde på gården Lilla Gisslared i Trävattna socken och fick fyra barn, två döttrar och två söner. Metta Fock fick maken placerad under sin brors förmynderskap på grund av makens svaga begåvning och hans dåliga affärer, som försvagade gårdens ekonomi.

### Rättsfallet
År 1802 avled i tur och ordning hennes äldste son, hennes yngsta dotter och därefter maken. Hon arresterades och ställdes inför rätta anklagad för mord på sin make och sina två barn. Motivet för morden anges ha varit hennes önskan att gifta sig med sin älskare, skogvaktaren Johan Fägercrantz, och metoden ska ha varit förgiftning med arsenik, då kallat mercurium. Hon nekade och fängslades därför "på bekännelse", det vill säga ett slags arrest i väntan på antingen ett erkännande eller hennes död.
Metta Fock satt på Karlstens fästning från 1806 till 1809, och ska ha varit den enda kvinna som suttit fängslad på Karlsten, som normalt var ett fängelse för män. 
Hon dömdes år 1809, efter att ha erkänt sig skyldig, att få ena handen avhuggen, halshuggas och brännas på bål. Avrättningen utfördes den 7 november 1810 på Fägredsmon i Västergötland. Johan Fägercrantz dömdes till 28 dygn på vatten och bröd för horsbrott.

## Eftermäle
Metta Fock författade en klagoskrift, broderad på 27 hopsydda bitar linne, under sin tid i fängsligt förvar, där hon bedyrade sin oskuld och klagade över den rättsliga behandling hon utsatts för. Skriften anges ha varit författad 10 december 1805. Det är inte känt om den lämnades fram till myndigheterna. Klagoskriften hamnade i Sophie Adlersparres ägo, och hon donerade den vid sin död 1895 till Nordiska museet, där den finns bevarad.
Fallet beskrivs i boken Trefalt mord? av Yngve Lyttkens från 1956. Lyttkens, advokat till yrket, redogör där för rättsprocessens partiskhet och brist på oväld (opartiskhet). Han anser bekännelsen "tvivelaktig", även om han inte tar absolut ställning till hennes eventuella skuld.
Metta Focks öde besjungs av Stefan Andersson på albumet Skeppsråttan. 
Boken Mercurium, av Ann Rosman, handlar om Metta Focks öde, och i denna menas att hon var oskyldig till de tre morden.

### Webbkällor
- Focks klagoskrift i Nordiska museet.